# Vòng A Sáng
Vòng A Sáng (19 tháng 3 năm 1902 – 2 tháng 5 năm 1975), tên chữ Hoàng Phúc Thịnh (黃福盛), thường gọi là A Sáng (亞生), là cựu sĩ quan Quân lực Việt Nam Cộng hòa, cấp bậc Đại tá. Ông là người Khách Gia, nguyên quán thôn Hoàng Lan Bá, huyện Phòng Thành, tỉnh Quảng Tây, Trung Quốc. Ông là cựu Thủ lĩnh Khu tự trị Nùng Hải Ninh và là Nghị sĩ Thượng nghị viện Việt Nam Cộng hòa.

## Tiểu sử

### Thân thế
Vòng A Sáng sinh ngày 19 tháng 3 năm 1902 tại làng Tấn Mài, huyện Hà Cối, tỉnh Hải Ninh, Bắc Kỳ, Liên bang Đông Dương.

### Binh nghiệp
Vòng A Sáng nhập học Trường Thiếu sinh quân Núi Đèo ở Quảng Yên năm 1914, tốt nghiệp năm 1920 và phục vụ trong quân đội Pháp; sau được thăng cấp Thượng sĩ năm 1931. Năm 1932, ông nhập học Trường Sĩ quan Fréjus, phân hiệu Sancier tại Pháp, tốt nghiệp năm 1935 với cấp bậc Thiếu úy. Về sau thăng cấp Trung úy vào năm 1940.
Ngày 9 tháng 3 năm 1945, Nhật tiến hành đảo chính lật đổ ách thống trị của thực dân Pháp tại Đông Dương, Trung úy Vòng A Sáng thấy tình thế nguy ngập trước mắt bèn cùng một nhóm người Nùng gia nhập đơn vị Pháp rút lui sang Trung Quốc và tạm đóng quân tại Thập Vạn Đại Sơn nằm giữa hai tỉnh Quảng Đông và Quảng Tây. Nhờ chiến công này mà ông được người Pháp thăng cấp Đại úy vào ngày 1 tháng 6 năm 1945.
Đầu năm 1946, ông làm phụ tá cho Trung tá Pháp Chỉ huy trưởng một đơn vị quân sự từ Phòng Thành theo dòng sông Hồng đi thuyền buồm viễn chinh về đóng tại đảo Cô Tô và vùng Vạn Hoa, dùng đơn vị đầu cầu này tấn công và tái chiếm tỉnh Hải Ninh vào tháng 8 năm 1946. Ngày 16 tháng 3 năm 1947, đơn vị này tiến quân vào được Móng Cái.
Ngày 14 tháng 7 năm 1948, Đại úy Vòng A Sáng thay mặt cho Hội đồng Quân chính Hải Ninh tuyên bố thành lập Khu Tự trị Nùng Hải Ninh dưới sự bảo trợ của Toàn quyền Émile Bollaert. Riêng ông thì trở thành Thủ lĩnh Khu Tự trị Nùng Hải Ninh vào ngày 17 tháng 7 năm 1948. Khu Tự trị này được Quốc trưởng Bảo Đại chính thức công nhận và được sát nhập vào Hoàng triều Cương thổ miền Bắc Việt Nam. Ông lần lượt được thăng cấp Thiếu tá vào đầu năm 1949 và Trung tá vào đầu năm 1951.
Ngày 1 tháng 8 năm 1954, Thủ tướng Ngô Đình Diệm thăng cấp cho ông lên Đại tá và chỉ định giữ chức Tư lệnh Vùng Duyên Hải từ tỉnh Hải Ninh đến tỉnh Quảng Yên. Ông còn hậu thuẫn góp phần tạo thế lực để giúp Thủ tướng Diệm trở thành Tổng thống khai sinh nền Đệ Nhất Cộng hòa vào ngày 26 tháng 10 năm 1955. Cuối năm 1956, Tổng thống Diệm nghi ngờ ông thân Pháp nên ép phải giải ngũ trước hạn tuổi theo cấp bậc. Thay vào đó, Tổng thống Diệm đã điều ông về làm Phụ tá Tổng Ủy viên tại Phủ Tổng ủy Dinh điền dưới quyền Tổng Ủy viên Bùi Văn Lương. Bất mãn, Vòng A Sáng chỉ đến Phủ Tổng ủy Dinh điền chào hỏi Tổng Ủy viên nhưng xin không nhận nhiệm vụ mới do chỉ đam mê binh nghiệp mà thôi. Riêng ông thì quay sang mở tiệm gạo làm kế sinh nhai tại đại lộ Hồng Bàng, Quận 5, Sài Gòn cho tới lúc nền Đệ Nhất Cộng hòa sụp đổ. 

### Tham chính
Kể từ khi phục viên, Vòng A Sáng vẫn không ngừng hoạt động đấu tranh cho quyền lợi của đồng bào Nùng. Năm 1966, ông được bầu làm Hội trưởng Hội Thượng du Bắc Việt Tương tế. Ở cương vị này, Ông được sự hậu thuẫn của cả người Hoa Chợ Lớn lẫn các sắc dân thiểu số Bắc Việt di cư như Thái, Nùng, Mường, Mán, Mèo... Ông đã thành công trong việc đưa cả khối đoàn kết sắc tộc thiểu số lên bàn cờ chính trị miền Nam Việt Nam.
Ngày 3 tháng 9 năm 1967, ông đắc cử Thượng nghị sĩ Pháp nhiệm I, được bầu giữ chức Chủ tịch Khối Đoàn kết Dân tộc Thiểu số tại Thượng nghị viện Việt Nam Cộng hòa. Ở cương vị dân cử này, ông đã đấu tranh giành được nhiều quyền lợi cho đồng bào thiểu số miền Nam lẫn Thượng du Bắc Việt di cư, nổi bật nhất là về mặt giáo dục và đào tạo.

### Sau năm 1975
Sau khi Sài Gòn thất thủ, Vòng A Sáng qua đời ngày 2 tháng 5 năm 1975 khi cùng gia đình lánh nạn cộng sản trên chiếc tàu Trường Xuân.
Ngày 4 tháng 7 năm 1975, hài cốt của ông được phát hiện trên tàu Trường Xuân sau khi tàu này cập cảng Hồng Kông. Sau đó, giới chức địa phương đành phải đem số hài cốt này hỏa táng tại Đài hóa thân hoàn vũ Cape Collinson vào ngày 10 tháng 7 cùng năm.

## Di sản
Đại tá Vòng A Sáng được biết đến không những là người sáng lập ra Khu Tự trị Nùng Hải Ninh (1947–1953), mà lại còn lập nên một sư đoàn nổi tiếng thiện chiến trong Quân lực Việt Nam Cộng hòa: Sư đoàn 3 Dã chiến năm 1955, tiền thân của Sư đoàn 5 Bộ binh năm 1959. Ông cũng gây tiếng vang khi giúp đưa hơn 30 ngàn người Nùng di cư từ Khu Tự trị vào Nam năm 1954, khai khẩn vùng đất hoang vu Sông Mao thành nơi an cư lạc nghiệp cho dân di cư.

## Gia đình
Vòng A Sáng lập gia đình với vợ là Liêu Thị Trân (廖氏珍), người huyện Bình Liêu, Việt Nam. Họ có tất cả 11 người con, 8 trai và 3 gái bao gồm:

### Nam
- Trưởng nam: Hoàng Gia Phúc (黃家福), tên thường gọi "A Sáng", bị thổ huyết qua đời tại Móng Cái trong thời kỳ thụ huấn tại quân trường；
- Thứ nam: Hoàng Gia Cầu (黃家球), tức Vòng A Nhì, cựu Đại tá Quân lực Việt Nam Cộng hòa. Sau năm 1975 bị cầm tù 12 năm, hiện định cư tại Mỹ.[10][11]；
- Con trai thứ ba: Hoàng Gia Thái (黃家泰), bị chết chìm do nhảy xuống biển khi máy chiếc tàu chở ông từ Đầm Hà về Móng Cái bị phát nổ do sự cố cơ khí;
- Con trai thứ tư: Hoàng Gia Quý (黃家貴), mất sớm;
- Con trai thứ năm: Hoàng Gia Thuyên (黃家銓), qua đời lúc làm Quận trưởng Cảnh sát Hải Ninh;
- Con trai thứ sáu: Hoàng Gia Thọ (黃家壽), mất sớm;
- Con trai thứ bảy: Hoàng Gia Kỳ (黃家琪), cựu Đại úy Quân lực Việt Nam Cộng hòa và Nghị viên Hội đồng Đô thành Sài Gòn, hiện định cư tại Mỹ;
- Con trai út: Hoàng Gia Thuỵ (黃家瑞), hiện còn ở Việt Nam;

### Nữ
- Trưởng nữ: Hoàng Gia Hinh (黃家馨), lấy chồng họ Lý (cựu hiệu trưởng Trường Trung học Trung Dung, Phú Thọ Hòa, Sài Gòn) hiện đang sinh sống và công tác trong Kiều vụ Ủy hội tại Đài Loan;
- Thứ nữ: Hoàng Gia Tú (黃家秀), lấy chồng họ Trần, hiện là doanh nhân đang sinh sống tại Hồng Kông;
- Con gái út: Hoàng Gia Trân (黃家珍), hiện còn ở Việt Nam.[1][5]